# Neophlepsius abruptus
Neophlepsius abruptus är en insektsart som beskrevs av Keti Maria Rocha Zanol 1998. Neophlepsius abruptus ingår i släktet Neophlepsius och familjen dvärgstritar. Inga underarter finns listade i Catalogue of Life.